# Oğlu
Oğlu – tureckie słowo oznaczające syna (kogoś), używane w połączeniu z imieniem męskim, np. Süleymanoğlu (Hafiz, Naim, Nurhan: „syn Sulejmana”), podobnie do polskich końcówek -ski oraz -icz. Historycznie używane jako etymologia Beyoğlu (syn beja) - europejskiej dzielnicy Stambułu.
W 1935 rząd turecki zobligował Turków do przyjęcia zachodniego wzorca nazwisk – użycie oğlu jako przyrostku posłużyło wielu Turkom przy tworzeniu nazwisk.